# Кристиян Кръстева
Кристиян Кръстева е българска спортна журналистка, водеща на предаването Ултраспорт по Евроком.

## Биография
Родена е през 1991 г. в град Русе. Завършва Гимназия с преподаване на чужди езици „Йордан Радичков“ през 2010 г. Първите си стъпки в журналистиката прави в Радио Видин към БНР. След това работи известно време във видинската телевизия Фанти-Г. От декември 2012 година е репортер и кореспондент на интернет списание – Spisanie.to. Кръстева учи висше образование по специалност биотехнологии, но впоследствие се пренасочва към българската филология.
От 2014 г. е в Евроком. На 8 март 2015 г. Кръстева дебютира като водеща на предаването Ултраспорт. Освен това коментира двубоите от Бразилското футболно първенство. В края на 2015 г. напуска Евроком.
Води предаването „Зона за поздрави“ по Фен ТВ.